# Vaccinium latissimum
Vaccinium latissimum är en ljungväxtart som beskrevs av J. J. Smith. Vaccinium latissimum ingår i Blåbärssläktet, och familjen ljungväxter. Inga underarter finns listade i Catalogue of Life.